# Saint-Rambert-en-Bugey
Saint-Rambert-en-Bugey is een gemeente in het Franse departement Ain (regio Auvergne-Rhône-Alpes). De plaats maakt deel uit van het arrondissement Belley. Saint-Rambert-en-Bugey telde op 1 januari 2022 2.179 inwoners.

## Geografie
De oppervlakte van Saint-Rambert-en-Bugey bedroeg op 1 januari 2022 28,55 vierkante kilometer; de bevolkingsdichtheid was toen 76,3 inwoners per km².
De onderstaande kaart toont de ligging van Saint-Rambert-en-Bugey met de belangrijkste infrastructuur en aangrenzende gemeenten.

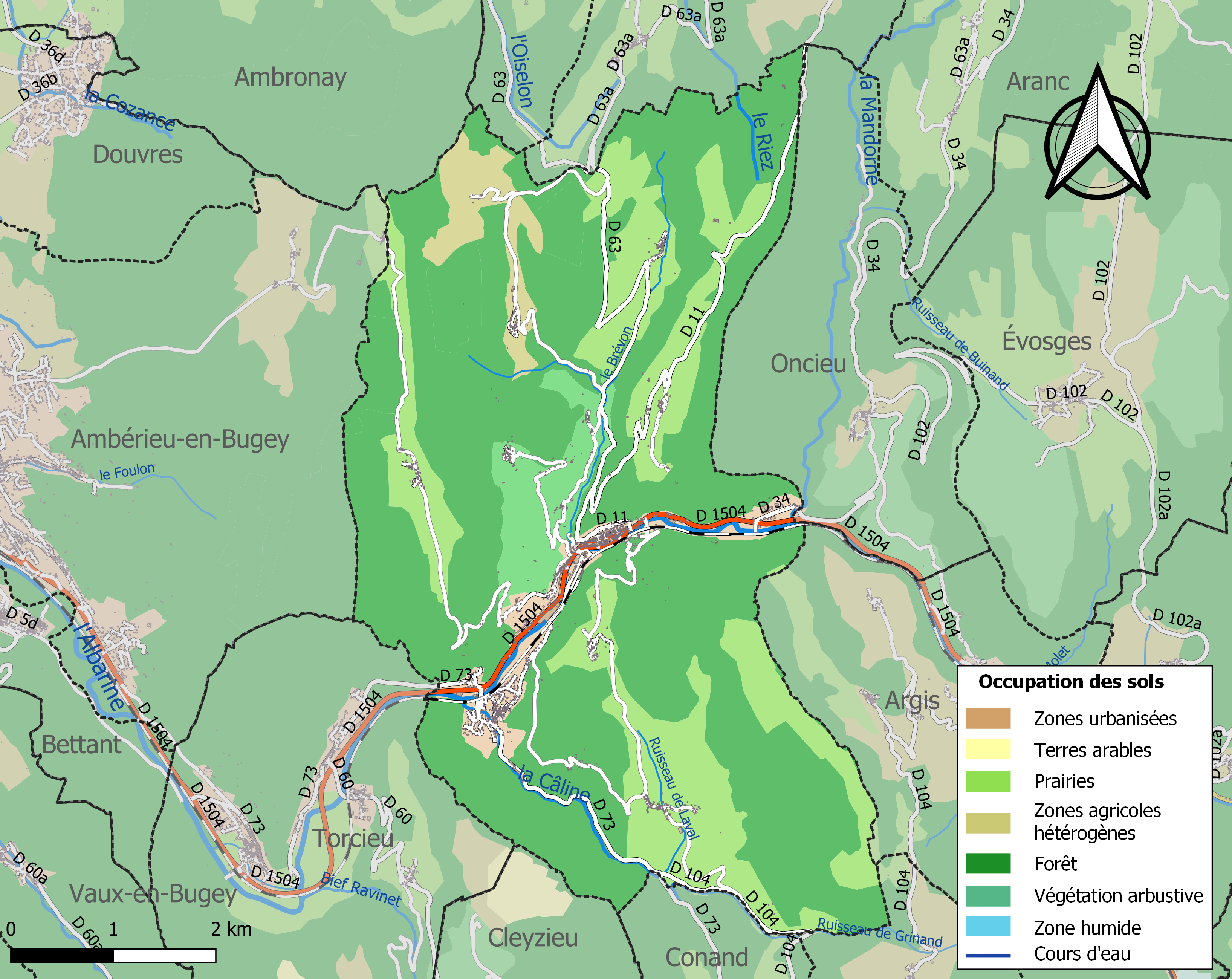

## Verkeer en vervoer
In de gemeente ligt spoorwegstation Saint-Rambert-en-Bugey.

## Demografie

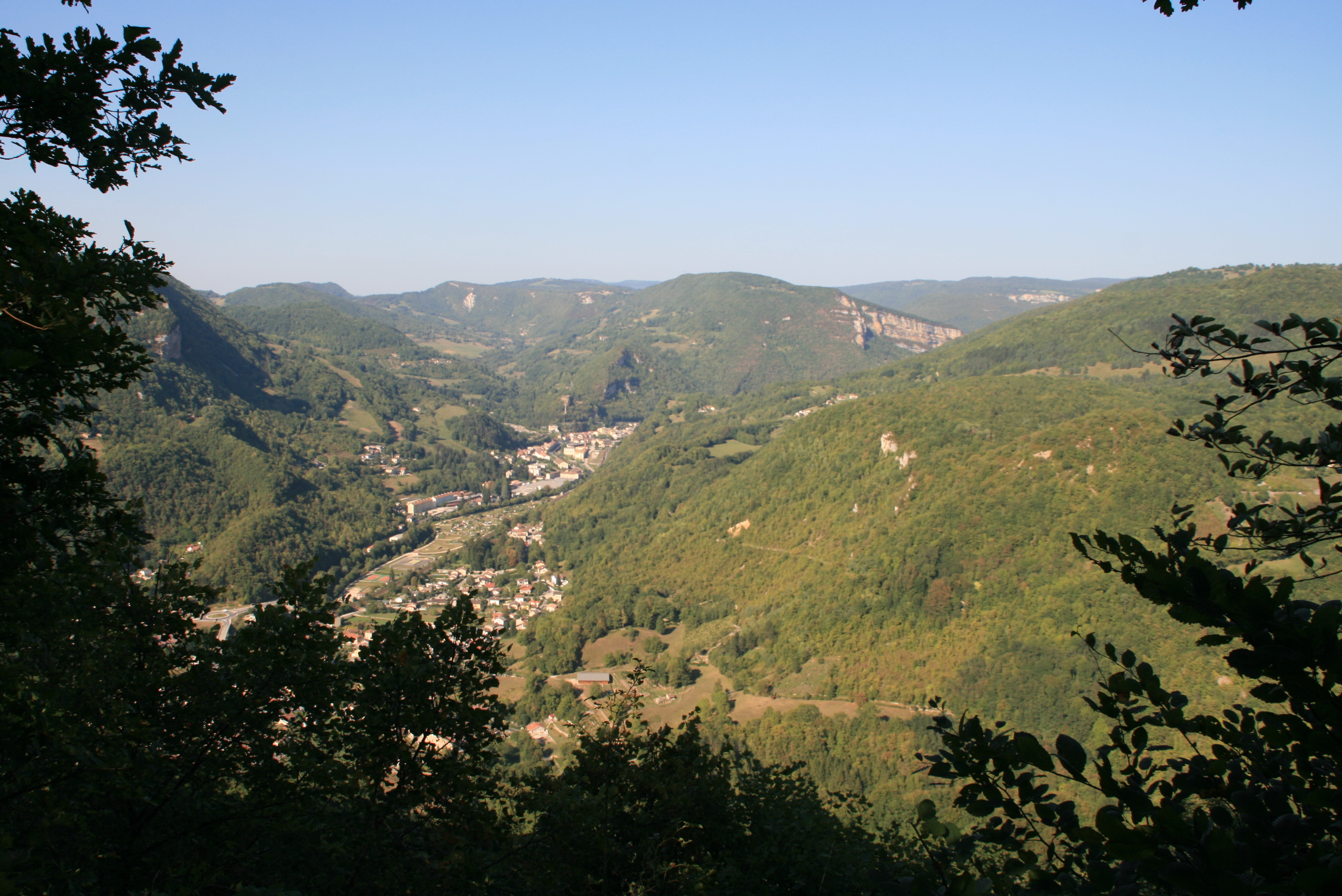
Gezicht op Saint-Rambert-en-Bugey

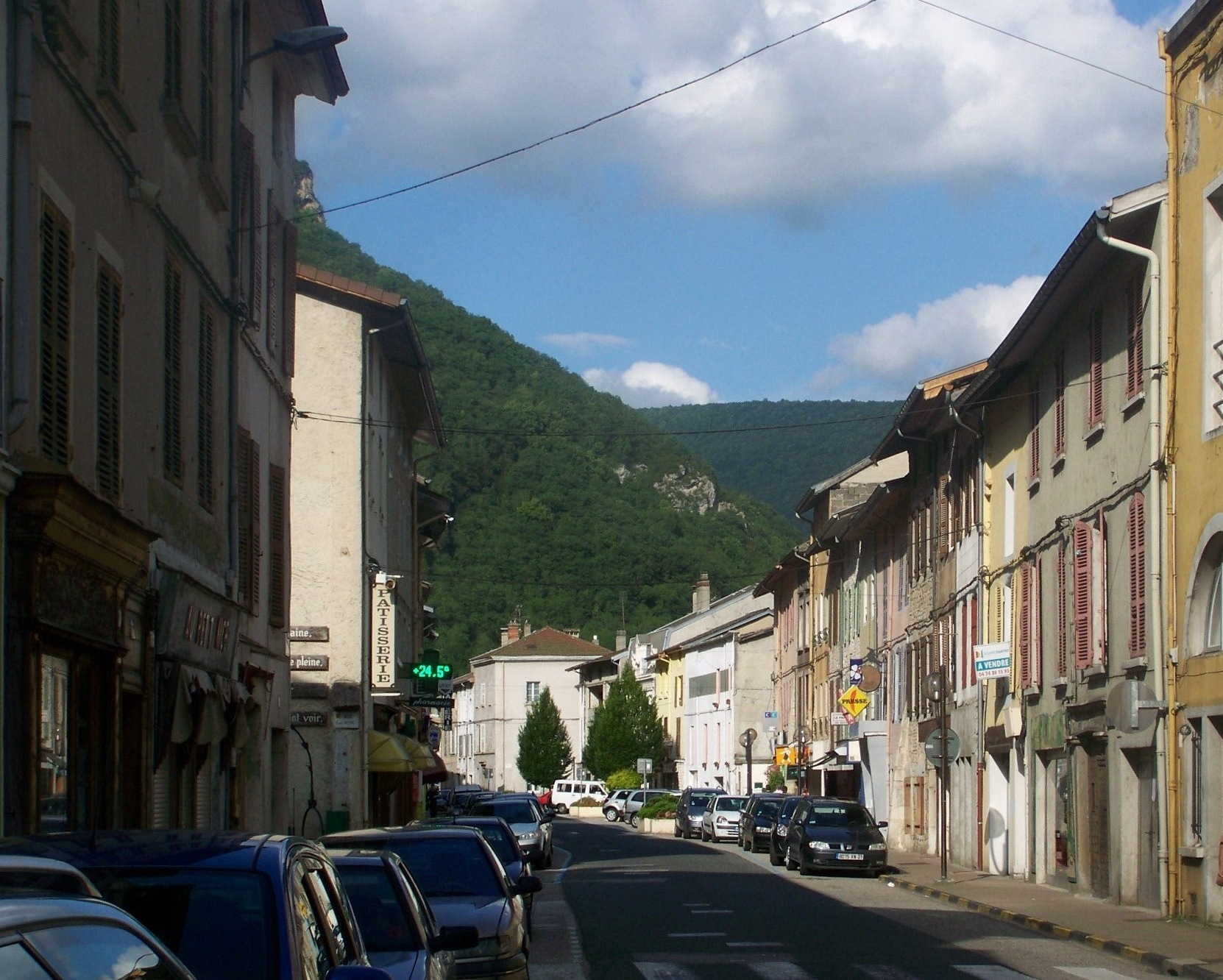
Centrum

Onderstaande figuur toont het verloop van het inwonertal.
Vanwege een beveiligingsprobleem met de MediaWiki Graph-software is het momenteel niet mogelijk deze grafiek weer te geven. Zodra de software is bijgewerkt zal de grafiek vanzelf weer zichtbaar worden.
L'Abergement-de-Varey · Ambérieu-en-Bugey · Ambronay · Ambutrix · Arandas · Argis · Bettant · Château-Gaillard · Cleyzieu · Conand · Douvres · Nivollet-Montgriffon · Oncieu · Saint-Denis-en-Bugey · Saint-Maurice-de-Rémens · Saint-Rambert-en-Bugey · Torcieu · Vaux-en-Bugey